# Salvia Gebäudetechnik
Salvia Gebäudetechnik mit Sitz in Eislingen/Fils ist ein deutscher Multidienstleister für technische Gebäudeausrüstung, der mit 2000 Mitarbeitern an 30 Standorten in Deutschland den technischen Lebenszyklus von Gebäuden, von der Planung bis zum Technischen Facility Management betreut. Salvia Gebäudetechnik ist die Marke, unter der alle Tochtergesellschaften der Holding Salvia Group GmbH auftreten, die im Bereich der technischen Gebäudeausrüstung tätig sind. Seit dem 1. Januar 2024 gehört die Salvia Group GmbH zu 51 % der französischen Eiffage Group.

## Unternehmensgeschichte
Die Salvia Elektrotechnik GmbH, das Kernunternehmen der Salvia Gebäudetechnik, entstand 2008 in München durch einen Management-Buy-out eines bestehenden Elektrotechnik-Handwerkbetriebs.
Die Unternehmen verzeichnete im Jahr 2011 mit 40 Mitarbeitenden einen Jahresumsatz von 11 Millionen Euro. Bereits zu diesem Zeitpunkt lag der Schwerpunkt des Unternehmens auf Bauprojekten mit großem Projektvolumen, die überwiegend von privaten und öffentlichen Auftraggebern realisiert wurden. Im Jahr 2018 konnte das Unternehmen durch den Zukauf regionaler Handwerksbetriebe seinen Umsatz auf 90 Millionen Euro steigern und beschäftigte zu diesem Zeitpunkt 360 Mitarbeitende an fünf Standorten. Das Wachstum machte die Gründung einer übergreifenden Holding-Gesellschaft erforderlich.
Ein Wendepunkt in der Unternehmensgeschichte stellte die Übernahme des Kerngeschäfts der insolventen Rehms Building Technology im Oktober 2020 dar. Durch diese Akquisition erweiterte die Unternehmensgruppe ihr Leistungsspektrum um die Gewerke Heizungs-, Lüftungs-, Sanitär- und Kältetechnik. Dieser Schritt ermöglichte fortan den Auftritt als Technischer Generalunternehmer, der alle gebäudetechnischen Leistungen als Komplettanbieter aus eigenen Kapazitäten realisieren kann.
In den darauffolgenden Jahren setzte das Unternehmen seinen Wachstumskurs durch weitere Übernahmen fort. 2023 wurden die Kamtec GmbH aus Metzingen und die construct Planungsgesellschaft mbH aus Frankfurt am Main Teil der Salvia Gebäudetechnik. Im Januar 2024 wurde die Pforzheimer Wallburg Kältetechnik GmbH in den Konzern integriert. Ende 2024 wurde die Janowski Ingenieure GmbH akquiriert.
Durch den Zukauf der IFT GmbH aus Moritzburg im März 2025 erschloss die Unternehmensgruppe das Marktsegment der Technischen Gebäudeausrüstung in industriellen Anwendungen.
Zum 1. Januar 2024 verkaufte der geschäftsführende Gesellschafter Filippo Salvia 51 % seiner Anteile an der Salvia Group GmbH an die Tochtergesellschaft Eiffage Énergie Systèmes des französischen Baukonzern Eiffage.

## Tätigkeitsfeld
Das Tätigkeitsfeld der Salvia Gebäudetechnik gliedert sich in die folgenden Bereiche:
- Planung: Die Salvia Gebäudetechnik erbringt Ingenieursleistungen für private und öffentliche Kunden gemäß dem Leistungsbild der HOAI für die gesamte KG 400.
- Elektrotechnik: Der Geschäftsbereich Elektrotechnik errichtet gebäudetechnische Anlagen in den Bereichen Mittelspannungsversorgung, Netzersatzanlagen, USV-Anlagen, Schaltanlagen, Kabeltragesysteme, Energieverteilung, Sicherheitsbeleuchtung, Allgemeinbeleuchtung, Erdungs- und Blitzschutzanlagen, Mess-, Steuer- und Regelungstechnik, Gebäudeautomation, Sprachalarmierungs- und Zugangskontrollanlagen.
- Mechanik: Der Geschäftsbereich Mechanik errichtet gebäudetechnische Anlagen in den Bereichen Brandmeldeanlagen, Sprinkler, Fernwärme, Verbrennungs-, Dampf- und Heißwasserkesselanlagen, thermische Bauteilaktivierung, Wärmepumpen, Sanitärinstallationen, Abwasseraufbereitung, Kältetechnik und Lüftungstechnik.
- Service: Der Geschäftsbereich Service erbringt Dienstleistungen im Facilitymanagement, technischen und infrastrukturellen Managements, technischen Gebäudeservices, FM-Consultings, Instandhaltung und Energieeinspar-Contractings.

## Standorte
Der Hauptsitz des Unternehmens ist in Eislingen. Weitere Standorte sind in: Schkeuditz, Metzingen, Ulm, Berlin, Wismar, Magdeburg, Tangerhütte, Essen, Borken, Neu-Isenburg, Frankfurt am Main, Pforzheim, Kernen im Remstal, Heidelberg, München, Nürnberg, Vilshofen, Erfurt, Ohrdruf, Garching, Moritzburg, Villach, Belgrad, Novi Sad und Danzig.